# 恰帕里
恰帕里（Chapari），是印度西孟加拉邦Puruliya县的一个城镇。总人口7242（2001年）。

## 人口
该地2001年总人口7242人，其中男性3845人，女性3397人；0—6岁人口799人，其中男422人，女377人；识字率77.29%，其中男性为84.42%，女性为69.21%。